# Wharncliffe Side
Wharncliffe Side – osada w Anglii, w South Yorkshire, w dystrykcie Sheffield. Leży 5 km od miasta Stocksbridge, 8,7 km od miasta Sheffield i 236,4 km od Londynu. W 2015 miejscowość liczyła 1337 mieszkańców.